# Закревський Андрій Йосипович
Андрій Осипович (Йосипович) Закревський (1742 — 6 лютого 1804) — державний і освітній діяч Російської імперії українського походження, директор Імператорської академії мистецтв (1774/84), почесний академік Іспанської академії мистецтв (з 1776), радник правління банків, дійсний статський радник, таємний радник, голова Медичної колегії (1785/94), Санкт-Петербурзький повітовий предводитель дворянства.

## Життєпис
Народився у 1742 році. Син київського полкового осавула, пізніше генерального бунчужного і генерального обозного Війська Запорозького — Осипа (Йосипа) Лук'яновича Закревського та його дружини Ганни Григорівни, уродженої Розумовської — сестри Кирила Розумовського, українського державного діяча, графа, генерал-фельдмаршала Російської армії, останнього гетьмана Лівобережної України, та Олексія Розумовського — українського козака, співака Придворної співацької капели, згодом графа, генерал-фельдмаршала Російської армії.
Виховувався при дворі імператриці Єлизавети Петрівни. У 1760 році разом із братом Григорієм та трьома двоюрідними братами відправлений до Женеви для продовження навчання і здобуття вищої освіти.
Після повернення до Санкт-Петербургу перебував на військовій службі до 1769 року, вийшовши у відставку в чині гвардії полковника. 4 серпня 1774 року його призначили директором Імператорської (Російської) академії мистецтв у Санкт-Петербурзі, на цій посаді служив десять років. 17 жовтня 1776 року А. Й. Закревському було присвоєно звання почесного академіка Іспанської академії мистецтв у м.Валенсія. 28 червня 1778 році підвищений до статського радника, 11 травня 1784 року Указом правління сенату отримав посаду радника правління банків, через що звільнився з посади директора Імператорської академії мистецтв.
Перебуваючи в чинах дійсного статського радника і таємного радника, обіймав посаду голови Медичної колегії (1785—1794) і одночасно обраний Санкт-Петербурзьким повітовим предводителем (маршалком) дворянства.
10 лютого 1789 року Андрія Закревського було внесено до першої частини родословної книги Санкт-Петербурзької губернії. Помер 6 лютого 1804 року у Москві, похований там же, в Спасо-Андроніївському монастирі.

## Родина
У 1764 році одружився з фрейліною Височайшого двору княжною Марією Іванівною Одоєвською.
Подружжя мало п'ятьох дітей:
- Параскева (1763 † 1816) — фрейліна Височайшого двору, статс-дама, при імператорському дворі була відома красою, певний час була фавориткою світлійшого князя Григорія Потьомкіна-Таврійського, дружина далекого родича, графа Павла Потьомкіна;
- Дмитро (1769 † до 1835);
- Катерина (нар.1770);
- Марина (1773 † 1807);
- Анна (1775 † 1841) — одружена з Олександром Лавінським, сенатором;
- Єлизавета — одружена з графом Дмитром Борисовичем Толстим.